# Sommer (tv-serie)
 Denne artikel omhandler tv-serien Sommer. Opslagsordet har også en anden betydning, se Sommer (flertydig).
Sommer er en dansk dramaserie på DR1, der blev sendt første gang 1. januar 2008. Serien skrives af Karina Dam og Jesper W. Nielsen. I hovedrollerne ses Jesper Langberg, Lisbet Dahl, Mikael Birkkjær, Lars Ranthe, Marie Louise Wille og Cecilie Bøcker Rosling. Der blev sendt to sæsoner på tv, mens en tredje sæson blev lavet som radiospil og udsendt på P2 i 2009.

## Medvirkende
| Skuespiller            | Rolle             | Noter             |
| ---------------------- | ----------------- | ----------------- |
| Jesper Langberg        | Christian Sommer  |                   |
| Lisbet Dahl            | Sofia Sommer      |                   |
| Mikael Birkkjær        | Adam Sommer       |                   |
| Lars Ranthe            | Jakob Sommer      |                   |
| Marie Louise Wille     | Mille Kaiser      |                   |
| Cecilie Bøcker Rosling | Lærke Kaiser      |                   |
| Caroline Dahl          | Lotte             |                   |
| Camilla Bendix         | Anna Krogh Møller |                   |
| Laura Bro              | Nelly             | Christians datter |
| Michael Carøe          | Andy              |                   |
| Claus Bue              | Torp              | Sommers advokat   |

## Afsnit
- Afsnit 1-10 sendt på DR1 fra 1. januar 2008 og 10 uger frem
- Afsnit 11-20 sendt på DR1 fra 28. september 2008 og 10 uger frem
- Afsnit 21-30 sendt på P2 fra 8. marts 2009 og 10 uger frem[1]

### Sæson 1
- Afsnit 1: Del 1 (sendt første gang 1.
- januar 2008)
- Afsnit 2: Del 2 (sendt første gang 6. januar 2008)
- Afsnit 3: Del 3 (sendt første gang 13. januar 2008)
- Afsnit 4: Del 4 (sendt første gang 20. januar 2008)
- Afsnit 5: Del 5 (sendt første gang 27. januar 2008)
- Afsnit 6: Del 6 (sendt første gang 3. februar 2008)
- Afsnit 7: Del 7 (sendt første gang 10. februar 2008)
- Afsnit 8: Del 8 (sendt første gang 17. februar 2008)
- Afsnit 9: Del 9 (sendt første gang 24. februar 2008)
- Afsnit 10: Del 10 (sendt første gang 2. marts 2008)

Sæson 1 er udkommet på dvd.

### Sæson 2
- Afsnit 1: Del 11 (sendt første gang 28. september 2008)
- Afsnit 2: Del 12 (sendt første gang 5. oktober 2008)
- Afsnit 3: Del 13 (sendt første gang 12. oktober 2008)
- Afsnit 4: Del 14 (sendt første gang 19. oktober 2008)
- Afsnit 5: Del 15 (sendt første gang 26. oktober 2008)
- Afsnit 6: Del 16 (sendt første gang 2. november 2008)
- Afsnit 7: Del 17 (sendt første gang 9. november 2008)
- Afsnit 8: Del 18 (sendt første gang 16. november 2008)
- Afsnit 9: Del 19 (sendt første gang 23. november 2008)
- Afsnit 10: Del 20 (sendt første gang 30. november 2008)

Sæson 2 er udkommet på dvd.

### Sæson 3
Blev lavet som radiospil og udsendt på DR P2
- Afsnit 1: Del 21 (sendt første gang 8. marts 2009)
- Afsnit 2: Del 22 (sendt første gang 15. marts 2009)
- Afsnit 3: Del 23 (sendt første gang 22. marts 2009)
- Afsnit 4: Del 24 (sendt første gang 29. marts 2009)
- Afsnit 5: Del 25 (sendt første gang 5. april 2009)
- Afsnit 6: Del 26 (sendt første gang 12. april 2009)
- Afsnit 7: Del 27 (sendt første gang 19. april 2009)
- Afsnit 8: Del 28 (sendt første gang 26. april 2009)
- Afsnit 9: Del 29 (sendt første gang 3. maj 2009)
- Afsnit 10: Del 30 (sendt første gang 10. maj 2009)